# Jessica Stam
Jessica Stam (ur. 23 kwietnia 1986 w Kincardine w Kanadzie) – kanadyjska modelka.
Karierę rozpoczęła w wieku 16 lat rodzinnej Kanadzie. W 2003 Mario Testino sfotografował Jessicę dla Miu Miu. We wrześniu tego samego roku modelka pojawiła się na okładce włoskiego Vogue’a, a w lutym 2004 zadebiutowała na wybiegu w Paryżu. W maju 2007 jej zdjęcie ukazało się ponownie na okładce amerykańskiego magazynu Vogue wraz z takimi modelkami jak Doutzen Kroes, Caroline Trentini, Raquel Zimmermann, Sasza Piwowarowa, Agyness Deyn, Coco Rocha, Hilary Rhoda, Chanel Iman i Lily Donaldson. W lipcu 2007 znalazła się w zestawieniu najlepiej zarabiających modelek przygotowanym przez magazyn Forbes. W lutym 2010 pojawiła się na okładce chińskiego wydania Elle.
Na wybiegu pojawia się u takich projektantów i firm odzieżowych jak: Marc Jacobs, Maria Chen-Pascual, Moschino, Cheap & Chic, Nicole Farhi, Preen, Roland Mouret, Sophia Kokosalaki, Sportmax, Tyler, Warren Noronha, Chanel, Custo Barcelona, DKNY, Dolce & Gabbana, Alexander McQueen oraz Emanuel Ungaro.
Jessica Stam związana była między innymi z synem Harrisona Forda oraz wokalistą grupy Red Hot Chili Peppers – Anthonym Kiedisem.